# Asistolia
Asistolia es una ausencia completa de actividad eléctrica en el miocardio. Representa una isquemia miocárdica por periodos prolongados de perfusión coronaria inadecuada. Se identifica la asistolia como el ritmo correspondiente a la línea plana en el monitor. Una de las causas más comunes de asistolia es la hipoxia miocárdica; suele producirse cuando se bloquea el flujo sanguíneo coronario hacia el nodo S-A. La hipoxia grave impide que las fibras musculares conserven las diferencias iónicas normales a través de sus membranas y lipositos corrugados y se suele alterar a tal grado la excitabilidad que desaparece la ritmicidad automática.
Cuando un paciente presenta asistolia, el tratamiento de elección es un vasopresor intravenosa, normalmente, epinefrina (también conocida como adrenalina) combinada con la reanimación cardiopulmonar (RCP) Anteriormente también se recomendaba la atropina (o la vasopresina), que podían ser inyectadas directamente al corazón; a criterio del cardiólogo, pero ya no suelen formar parte en los protocolos de rutina recomendados. El corazón no responderá en estos casos a un desfibrilador por encontrarse ya despolarizado.

## Etiología
La asistolia puede producirse debido a etiologías variadas, entre ellas las conocidas como las "5H´s y 5 T´s":
- Hipovolemia
- Hipoxia
- Acidosis
- Hipotermia
- Hipercalemia o Hipopotasemia
- Hipoglicemia
- Sobredosis, Intoxicaciones
- Neumotórax a tensión
- Trombosis (coronaria o pulmonar)
- Traumatismo